# Lussemburgo nella seconda guerra mondiale
L'occupazione del Lussemburgo nella seconda guerra mondiale avvenne il 10 maggio 1940, quando le forze tedesche invasero il granducato nell'ambito della più ampia operazione Fall Gelb (l'attacco contro Francia, Belgio e Paesi Bassi); le poche forze lussemburghesi non furono minimamente in grado di contrastare l'avanzata dei più numerosi tedeschi, e il piccolo stato fu occupato nel giro di ventiquattr'ore.
Il Lussemburgo venne incorporato nella Germania nazista in ossequio alla politica della Großdeutschland, i simboli dell'autonomia statuale aboliti ed ogni manifestazione di dissenso duramente repressa. Dopo più di quattro anni, il paese fu liberato dalle forze alleate nel settembre del 1944, e restituito alla sua indipendenza.

## Antefatti
Pienamente indipendente dal 1867, il Lussemburgo era stato proclamato Stato permanentemente neutrale con il trattato di Londra dell'11 maggio 1867; in virtù del trattato, le fortificazioni militari presenti sul suolo lussemburghese furono smantellate ed il piccolo granducato fu autorizzato a mantenere solo un ridotto contingente militare per la difesa interna. Nel 1914 l'esercito lussemburghese (Lëtzebuerger Arméi) poteva contare solo su una compagnia di gendarmeria forte di 125 uomini ed una "compagnia volontaria" di 140-170 uomini, forze troppo esigue per poter contrastare l'invasione del paese da parte dell'Impero tedesco, lanciata il 2 agosto 1914. La nazione fu invasa senza incontrare resistenza, ma l'occupazione tedesca si rivelò relativamente benevola: le istituzioni statali lussemburghesi furono lasciate in piedi e godettero di una certa autonomia decisionale per le questioni interne, anche se l'economia nazionale fu completamente assoggettata alle esigenze belliche della Germania ed i diritti civili della popolazione fortemente limitati. Il paese fu poi liberato dalle truppe francesi ed americane nel novembre del 1918 e restaurato nella sua piena sovranità.
Allo scoppio della seconda guerra mondiale nel settembre del 1939, il Lussemburgo si proclamò neutrale ed estraneo a qualsiasi alleanza, principalmente nella speranza che ciò bastasse ad evitare una nuova occupazione tedesca. Le forze armate furono aumentate ad un massimo di 268 gendarmi e 425 militari della "compagnia volontaria" e sul confine con la Germania fu allestita la "Schusterline", un insieme di blocchi stradali disposti a protezione dei principali passaggi della frontiera; tutte queste misure erano più che altro dirette a tranquillizzare l'opinione pubblica interna, fortemente preoccupata dalla politica aggressiva della Germania: sul piano militare le forze lussemburghesi potevano solo rallentare un eventuale invasore, nell'attesa di un intervento delle potenze garanti della neutralità della nazione.

## L'invasione

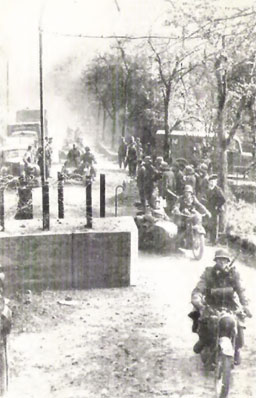
Le avanguardie tedesche entrano in Lussemburgo la mattina del 10 maggio 1940

La frontiera tra Germania e Lussemburgo fu chiusa dai lussemburghesi alle 3:15 del 10 maggio 1940, dopo che dal lato tedesco erano stati avvistati preparativi militari; già da alcuni giorni, tuttavia, contingenti di soldati delle forze speciali tedesche, vestiti in abiti civili, erano penetrati nella nazione, sabotando le linee di comunicazione e prendendo possesso degli snodi stradali vitali. L'invasione scattò alle 4:35, quando elementi di tre divisioni corazzate tedesche (la 1ª, 2ª e 10ª divisione corazzata, riunite nel XIX. Armeekorps del generale Heinz Guderian) attraversarono il confine riversandosi nel granducato: vi furono alcune scaramucce con i gendarmi di guardia alla frontiera, ma per il resto l'avanzata tedesca fu rallentata solo dalle ostruzioni stradali.
La granduchessa Carlotta di Lussemburgo e la famiglia reale avevano lasciato la residenza di Colmar-Berg per rientrare nella capitale già nella notte tra il 9 ed il 10 maggio, ma di fronte alla rapida avanzata dei panzer tedeschi preferirono riparare in territorio francese, seguiti dal primo ministro Pierre Dupong e dai membri chiave del governo; ai militari della compagnia volontaria, che avevano occupato le posizioni difensive intorno alla città di Lussemburgo, fu ordinato di rientrare in caserma e di non opporre resistenza e la capitale fu raggiunta dai tedeschi prima di mezzogiorno. Intorno alle 8:00 elementi della 3e division légère de cavalerie francese ed una brigata meccanizzata di Spahis entrarono in territorio lussemburghese per saggiare la consistenza delle forze tedesche, ma dopo alcuni scontri con le avanguardie nemiche preferirono ripiegare verso le posizioni fortificate della linea Maginot.
Entro la mattina dell'11 maggio il resto del territorio lussemburghese fu completamente occupato: almeno 90 000 persone evacuarono il cantone di Esch-sur-Alzette, rifugiandosi parte in Francia e parte nel nord del paese. Le truppe tedesche istituirono subito la legge marziale ed imposero un regime di occupazione militare: la rete stradale del paese si dimostrò di fondamentale importanza per il prosieguo delle operazioni della Wehrmacht nella regione delle Ardenne. La granduchessa Carlotta ed i membri del governo lussemburghese ripararono a Montréal e Londra, dove costituirono un governo in esilio.

## L'occupazione

### Il regime di occupazione

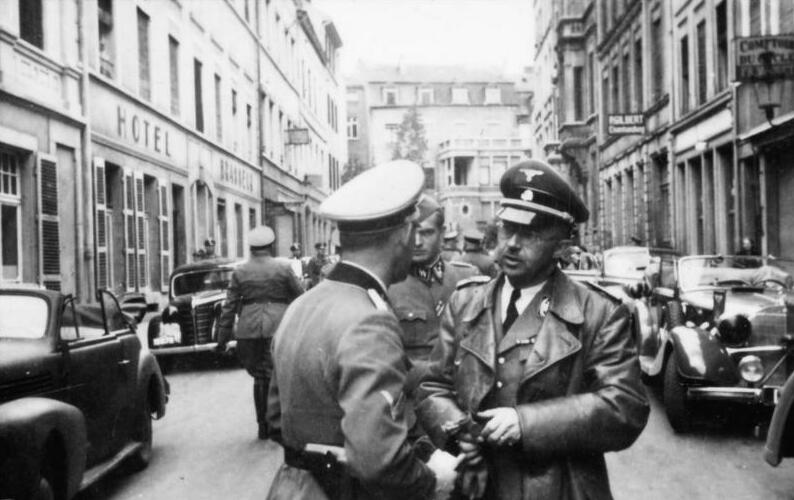
Heinrich Himmler visita la città di Lussemburgo nel 1940

Con la campagna di Francia ancora in corso, il Lussemburgo fu sottoposto ad un regime di occupazione militare, ma il 28 giugno 1940 il governo passò ad un'amministrazione civile tedesca sotto il gauleiter Gustav Simon; il paese fu unito al Gau di Trier-Koblenz (dal febbraio del 1941 rinominato Moselland), prima di essere formalmente annesso al Reich nell'agosto del 1942. Il popolo lussemburghese fu ritenuto dagli occupanti come appartenente al gruppo etnico germanico ed il gauleiter Simon avviò nel paese la politica dell'Heim ins Reich (in tedesco, letteralmente, "ritorno al Reich"), tendente a convincere i lussemburghesi della loro appartenenza al popolo tedesco; fu avviata una vasta politica di germanizzazione, tesa soprattutto a sopprimere l'uso della lingua francese a favore del tedesco, vietandone l'uso in pubblico, nei toponimi e nei nomi. Di pari passo fu avviata una sistematica politica di smantellamento degli apparati statali lussemburghesi: sul finire del 1940 tutti i partiti politici furono aboliti, il parlamento ed i tribunali lussemburghesi furono sciolti e nel paese entrarono in vigore le leggi e le corti di giustizia tedesche; fu avviata anche una vasta campagna per convincere i lussemburghesi a richiedere la cittadinanza tedesca e ad iscriversi al partito nazista, che tuttavia diede scarsi risultati.
Generalmente la politica di germanizzazione non produsse effetti sulla maggioranza della popolazione: al censimento del 19 ottobre 1941, il 98% degli intervistati dichiarò di appartenere alla nazionalità lussemburghese e rifiutò la cittadinanza tedesca, provocando rappresaglie da parte della Gestapo. Anche lo smantellamento dei simboli identitari della nazione lussemburghese provocò forti proteste in seno alla popolazione: il 20 ottobre 1940 centinaia di persone protestarono contro la demolizione della "Gëlle Fra", il monumento nazionale in onore dei volontari lussemburghesi che avevano combattuto con gli Alleati durante la prima guerra mondiale, obbligando le autorità tedesche ad intervenire con la forza.

### Gli ebrei lussemburghesi

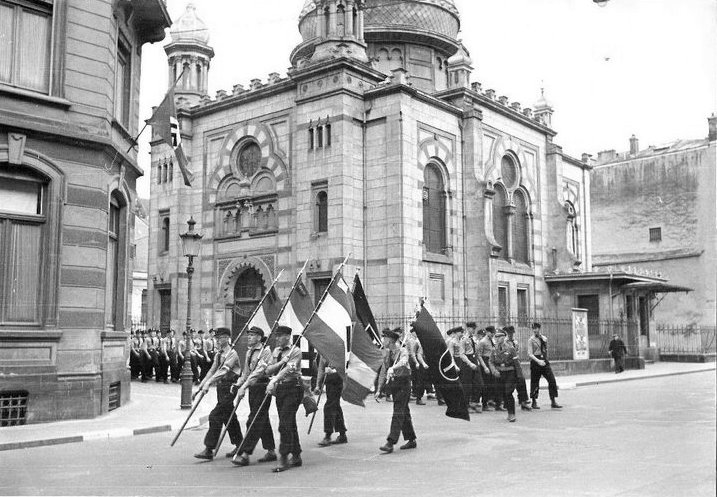
Una manifestazione nazionalista davanti alla sinagoga della città di Lussemburgo

Allo scoppio della seconda guerra mondiale vivevano in Lussemburgo circa 3 500 ebrei: comunità ebraiche erano presenti in Lussemburgo fin dal XIII secolo, ma il grosso della popolazione era costituito da ebrei dell'Europa dell'est rifugiati nel paese nei primi decenni del XIX secolo, compresi circa 1 000 ebrei tedeschi fuggiti dalla Germania nei primi anni trenta.
Durante il periodo dell'occupazione militare vi furono confische di proprietà appartenenti a famiglie ebraiche, ma almeno inizialmente non furono adottate particolari norme restrittive per gli ebrei; le autorità tedesche incentivarono l'emigrazione e tra l'agosto del 1940 e l'ottobre del 1941 circa 2 500 ebrei residenti in Lussemburgo lasciarono il paese, per gran parte emigrando nella Francia di Vichy o in Portogallo. Il 5 settembre 1940 il gauleiter Simon ordinò l'applicazione sul territorio lussemburghese delle leggi di Norimberga e le restrizioni per la popolazione ebraica si fecero progressivamente più severe: fu imposto l'obbligo di portare la stella gialla sugli abiti, aumentarono le confische di beni e denaro, fu vietato agli ebrei l'accesso ai luoghi pubblici e moltissimi persero il lavoro.
Ai primi di ottobre del 1941 nel paese erano rimasti circa 750 ebrei e, a partire dal 16 ottobre, 674 di questi furono progressivamente rastrellati e rinchiusi nel campo di transito di Funfbrunnen, da dove sarebbero stati deportati verso il ghetto di Łódź ed il campo di concentramento di Theresienstadt; da qui gli ebrei lussemburghesi furono poi inviati nel campo di sterminio di Sobibór e nel campo di concentramento di Majdanek e Bergen-Belsen. L'ultimo gruppo di 11 deportati fu inviato nel giugno del 1942 direttamente nel campo di concentramento di Auschwitz: il lussemburghese Alfred Oppenheimer fu uno dei due soli sopravvissuti di questo gruppo: nel dopoguerra fu testimone d'accusa al processo contro Adolf Eichmann.
Il 17 giugno 1943 Simon dichiarò che il Lussemburgo era un territorio Judenfrei, "libero da ebrei"; le grandi sinagoghe delle città di Lussemburgo ed Esch-sur-Alzette furono completamente demolite, mentre quelle di Ettelbruck e Mondorf-les-Bains furono gravemente danneggiate. Dei 674 lussemburghesi deportati nei campi di sterminio, solo 36 sopravvissero fino alla liberazione. Anche la piccola comunità rom lussemburghese fu vittima delle persecuzioni tedesche: all'incirca 200 rom lussemburghesi furono deportati ed uccisi durante il periodo della seconda guerra mondiale.
Un cittadino lussemburghese è stato insignito del titolo di "Giusto tra le Nazioni": Victor Bodson, già ministro della giustizia, organizzò una via di fuga per ebrei perseguitati, ospitandone diversi nella sua casa di Steinheim, salvando approssimativamente un centinaio di persone dalle persecuzioni naziste.

### La collaborazione

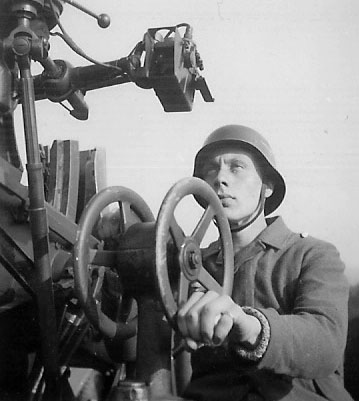
Un ausiliario lussemburghese della FlaK tedesca

Già prima della guerra in Lussemburgo era esistito un piccolo partito di estrema destra, il Luxemburger National Partei (LNP), fondato nel 1936, che non aveva però mai ottenuto un largo seguito. Il 17 maggio 1940, con il beneplacito delle autorità occupanti, il professore universitario Damian Kratzenberg fondò il Volksdeutsche Bewegung ("Movimento del popolo tedesco" o VDB), un movimento di chiara ispirazione nazista che fu dichiarato dai tedeschi unico partito politico legale di tutto il Lussemburgo. Il VDB fu usato dai tedeschi per propagandare la politica della germanizzazione e della Heim ins Reich, oltre che per sostenere l'annessione del Lussemburgo al Reich; il movimento raggiunse il picco di 84 000 iscritti, anche se gli stessi tedeschi ammisero che solo un 5% di loro potevano essere considerati come sostenitori genuini: come frequentemente accadeva, l'iscrizione al movimento era spesso necessaria per mantenere il proprio posto di lavoro.
Il reclutamento nella "compagnia volontaria" dell'ex esercito lussemburghese proseguì durante i primi mesi dell'occupazione e fino al 4 dicembre 1940, quando la formazione fu inviata in Germania per essere trasformata in un'unità di polizia tedesca; in questa veste servì in diverse località dell'Europa occupata, in particolare prendendo parte alla lotta contro i partigiani jugoslavi. La Wehrmacht intraprese anche una campagna per incentivare il reclutamento di volontari lussemburghesi nelle forze armate tedesche, ma il totale dei reclutati non superò i 1 800 - 2 000 uomini, oltre ad altri 110 volontari per le Allgemeine-SS.
Il 30 agosto 1942, in conseguenza della piena annessione del paese al Reich, fu introdotta in Lussemburgo la coscrizione obbligatoria, prima sconosciuta: nonostante l'alto tasso di renitenza alla leva e di diserzione, tra i 12 035 ed i 12 500 lussemburghesi furono coscritti nelle varie forze armate tedesche; i lussemburghesi, in quanto pieni cittadini del Reich, non prestarono servizio in unità a loro dedicate, ma furono dispersi tra le varie formazioni tedesche. I caduti ed i dispersi tra i coscritti lussemburghesi sono stati calcolati tra i 2 750 ed i 3 700 uomini. Contemporaneamente all'introduzione della leva fu reso obbligatorio per il resto della popolazione abile il reclutamento nel Reichsarbeitsdienst (RAD), il servizio di lavoro ausiliario della Wehrmacht.

### La resistenza
I movimenti resistenziali iniziarono a formarsi in Lussemburgo tra la fine del 1940 ed i primi mesi del 1941: almeno una decina di piccole formazioni presero vita, spesso con ideologie e scopi molto diversi tra di loro; le ridotte dimensioni e la frammentarietà ideologica dei vari gruppi, unitamente alla paura per le violente rappresaglie dei tedeschi, minarono l'attività della Resistenza lussemburghese, che non fu mai particolarmente forte. I gruppi resistenziali andarono rafforzandosi con il passare del tempo, conoscendo un'impennata dopo l'introduzione della coscrizione obbligatoria nel 1942; la situazione organizzativa rimase frammentaria fino al marzo del 1944, quando le formazioni più importanti si fusero in un'unica organizzazione (Unio'n vun de Fräiheetsorganisatiounen). Sebbene volontari lussemburghesi presero parte alla lotta partigiana in Belgio e Francia, le azioni armate sul suolo del granducato furono limitate, riducendosi a qualche operazione di sabotaggio industriale o delle linee di comunicazione; la Resistenza lussemburghese fu molto più attiva nel campo della guerra psicologica e della propaganda contro gli occupanti, oltre che nel nascondere e proteggere i renitenti alla leva, gli ebrei e gli aviatori alleati abbattuti.
Probabilmente la più importante azione della Resistenza lussemburghese fu l'organizzazione del grande sciopero generale del 31 agosto 1942, indetto per protestare contro l'introduzione della coscrizione obbligatoria: iniziato nella città di Wiltz, lo sciopero si estese nei giorni seguenti alle città industriali di Schifflange e Differdange, alla zona mineraria di Esch-sur-Alzette ed all'ufficio della posta centrale di Lussemburgo, coinvolgendo diverse centinaia di lavoratori lussemburghesi. Sorprese dall'ampiezza della protesta, le autorità tedesche reagirono duramente: 21 lussemburghesi, giudicati come gli istigatori dello sciopero, furono immediatamente arrestati, processati sommariamente e subito fucilati, mentre altre 200 persone furono deportate nel campo di concentramento di Hinzert.

### Le forze lussemburghesi libere

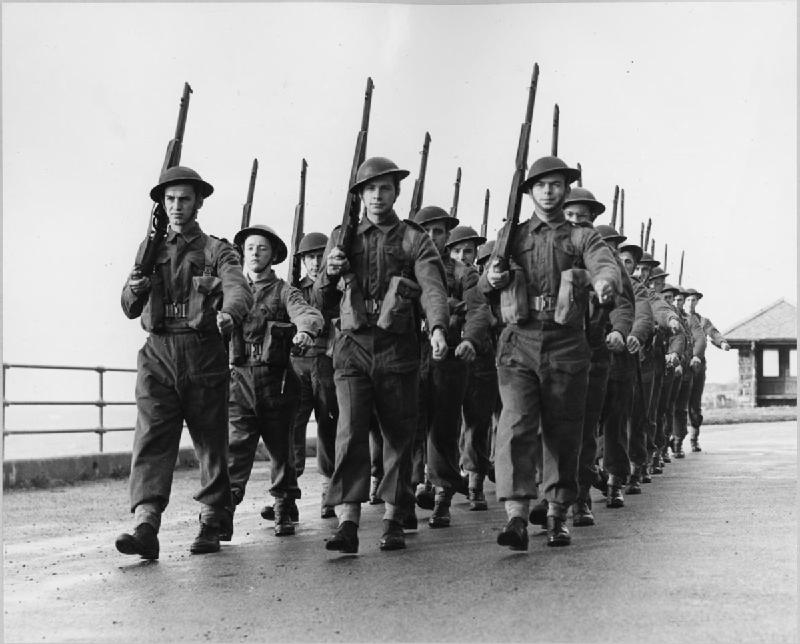
Truppe lussemburghesi libere si addestrano nel Regno Unito

Un certo numero di lussemburghesi, tra cui disertori della Wehrmacht e renitenti alla leva, riuscì a riparare in Gran Bretagna, dove vennero riorganizzati dal governo in esilio per prendere parte alla lotta a fianco degli Alleati. Nel marzo del 1944 il governo in esilio organizzò con personale lussemburghese una batteria d'artiglieria da aggregare alla 1ª brigata belga libera (meglio nota come Brigade Piron); la brigata sbarcò in Francia nell'agosto del 1944, prendendo parte ai combattimenti per la liberazione del Belgio e dello stesso Lussemburgo. Nel novembre del 1944, dopo la liberazione del paese, un decreto granducale introdusse la coscrizione, tramite la quale fu possibile reclutare due piccoli battaglioni di fanteria, che tuttavia non furono impiegati in particolari operazioni belliche. Singoli volontari lussemburghesi prestarono servizio in altre unità militari britanniche o della Francia libera, tra cui tre aviatori in forza alla Royal Air Force; il principe Giovanni di Lussemburgo, futuro granduca, si arruolò nell'esercito britannico e prestò servizio con il grado di capitano delle Irish Guards durante la battaglia di Normandia e la liberazione del Belgio.

## La liberazione ed il dopoguerra

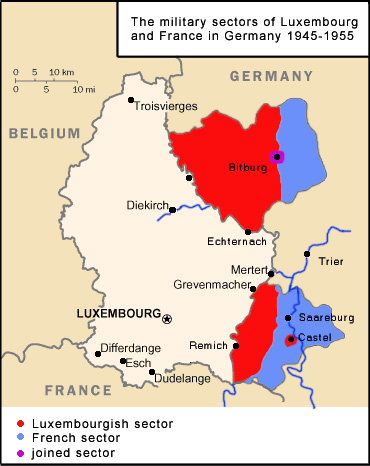
Le zone di occupazione lussemburghesi in Germania

Sbarcati in Francia nel giugno del 1944, gli Alleati raggiunsero i confini lussemburghesi all'inizio del settembre seguente e la stessa capitale Lussemburgo fu liberata dai soldati americani il 10 settembre 1944; entro il 12 settembre gli ultimi reparti tedeschi avevano evacuato il paese quasi senza combattere, ripiegando verso le posizioni della linea Sigfrido. A partire dal 16 dicembre 1944 il nord del paese fu coinvolto negli eventi dell'offensiva delle Ardenne, l'ultimo grande attacco tedesco sul fronte occidentale, ed un gran numero di civili lussemburghesi fu costretto a lasciare la regione; piccoli contingenti di partigiani lussemburghesi furono impegnati in scaramucce con i tedeschi, come nel caso della battaglia di Vianden tra il 15 ed il 19 novembre. La città di Lussemburgo fu oggetto di attacchi da parte dei tedeschi tramite il super-cannone V3, anche se i 44 colpi caduti nella zona urbana provocarono solo 10 morti e 35 feriti; l'offensiva tedesca fu poi fermata dai reparti alleati ed ai primi di febbraio del 1945 il paese fu completamente liberato. Con la fine della seconda guerra mondiale in Europa l'8 maggio 1945, il Lussemburgo fu restaurato nella sua piena sovranità ed indipendenza.
Su una popolazione prebellica di circa 295 000 abitanti, il Lussemburgo lamentò la morte di 5 000 persone. Dopo la fine della guerra, all'incirca 2 000 lussemburghesi furono processati per aver collaborato con gli occupanti e 12 di essi furono condannati a morte, anche se poi le sentenze effettivamente eseguite furono solo otto. Damian Kratzenberg, leader del VDB, fu catturato dagli Alleati in Germania alla fine della guerra, consegnato ai lussemburghesi, processato e condannato a morte, sentenza eseguita a Lussemburgo l'11 ottobre 1946; il gauleiter Simon fu fatto prigioniero dai britannici nel nord della Germania, ma morì per cause non chiare il 18 dicembre 1945 nella prigione di Paderborn.
Il 20 ottobre 1945, con un accordo tra Francia e Lussemburgo, truppe lussemburghesi furono dispiegate nella zona di occupazione francese della Germania: sotto responsabilità lussemburghese furono poste le zone di Bitburg - Eifel e parte della regione di Saarburg; le truppe furono ritirate da Saarburg nel 1948 e da Bitburg nel luglio del 1955. Con la sua neutralità ormai screditata, la nazione decise di intraprendere una più salda politica di difesa ed il 4 aprile 1949 fu tra gli Stati fondatori della NATO.